# 몬테바고

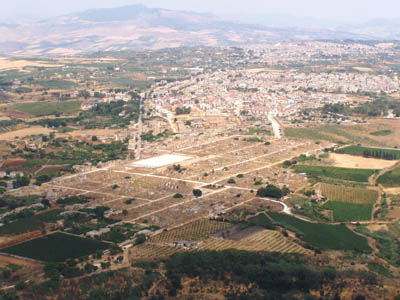
몬테바고

몬테바고(이탈리아어: Montevago, 시칠리아어: Muntivau)는 이탈리아 시칠리아 아그리젠토도에 위치한 코무네로 면적은 32.5km2, 높이는 380m, 인구는 3,003명(2005년 기준), 인구 밀도는 92명/km2이다. 팔레르모에서 남서쪽으로 약 60km, 아그리젠토에서 북서쪽으로 약 70km 정도 떨어진 곳에 위치한다.

## 자매 도시
- 슬로바키아 피에슈탸니